# MŠK Považská Bystrica (bóng đá)
MŠK Považská Bystrica là một câu lạc bộ bóng đá Slovakia, đến từ thị trấn Považská Bystrica. Câu lạc bộ được thành lập năm 1920 với tên gọi SK Považská Bystrica và thi đấu ở Giải bóng đá hạng nhất quốc gia Tiệp Khắc bốn lần, lần cuối cùng là ở mùa giải 1989-90, nhưng chưa bao giờ thi đấu ở Corgoň liga, giải vô địch Slovakia.

## Các tên gọi trước đó
Nguồn
- 1920-1924: ŠK
- 1924-1926: Orol
- 1924-1926: ŠK
- 1933-1936: ŠK Munička
- 1936-1948: AC Sparta
- 1948-1953: Sokol Manet
- 1953-1966: Spartak
- 1966-1968: Sparta
- 1968-1990: ZVL
- 1990-1997: FK Sparta
- 1997-2013: FK Raven
- 2013-: MŠK

## Lịch sử câu lạc bộ
Tài trợ chính của câu lạc bộ, công ty Raven dừng hỗ trợ đội bóng ở Považská Bystrica, mặc dù câu lạc bộ đứng đầu giải Majstrovstvá regiónu 2012/2013 (cấp độ 4) sau mùa giải mùa thu. Vì vậy câu lạc bộ giải thể vì khủng hoảng tài chính sau khi mất nhà tài trợ chính.

## Danh hiệu
Czechoslovakia
- 1.SNL (Giải bóng đá hạng nhất quốc gia Slovakia) (1969-1993)
  -  Vô địch (2): 1969-70, 1988-89
- Slovak League (1939-44)
  -  Vô địch (1): 1938-39

 Slovakia
- Cúp bóng đá Slovakia (1961-)
  -  Á quân (1): 1989

## Đội hình hiện tại
Ghi chú: Quốc kỳ chỉ đội tuyển quốc gia được xác định rõ trong điều lệ tư cách FIFA. Các cầu thủ có thể giữ hơn một quốc tịch ngoài FIFA.
| Số | VT | Quốc gia | Cầu thủ         |
| -- | -- | -------- | --------------- |
| 1  | TM | Slovakia | Tomáš Škrobák   |
| 2  | HV | Slovakia | Marek Šuška     |
| 3  | TĐ | Slovakia | Mário Král      |
| 4  | TĐ | Slovakia | Marián Pauer    |
| 5  | HV | Slovakia | Juraj Mráz      |
| 6  | TĐ | Slovakia | Ivan Šebík      |
| 7  | TV | Slovakia | Erik Novisedlák |
| 8  | TV | Slovakia | Rudolf Škrobák  |
| 9  | TV | Slovakia | Michal Hrenák   |
| 10 | TĐ | Slovakia | Štefan Ondrička |

| Số | VT | Quốc gia | Cầu thủ          |
| -- | -- | -------- | ---------------- |
| 11 | TĐ | Slovakia | Marek Gajdošík   |
| 12 | TĐ | Slovakia | Michal Tomáš     |
| 13 | TV | Slovakia | Vladimír Perexta |
| 14 | TĐ | Slovakia | Lukáš Martinka   |
| 15 | TV | Slovakia | Dominik Štefún   |
| 17 | TĐ | Slovakia | Tomáš Šimček     |
| 18 | TM | Slovakia | Peter Bartek     |
| 19 | TV | Serbia   | Mirko Erak       |
| —  | HV | Slovakia | Peter Ištok      |